# Jagdstaffel 40

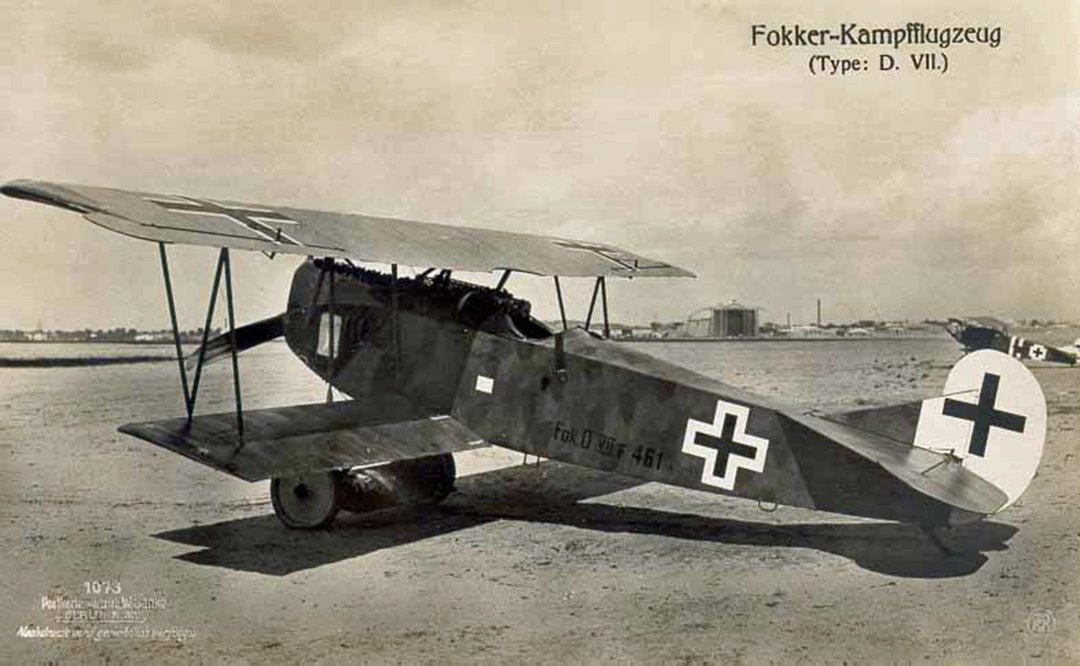
Fokker D.VII

Jagdstaffel 40 – Königlich Sächsische Jagdstaffel Nr. 40 – Jasta 40s jednostka lotnictwa niemieckiego Luftstreitkräfte z okresu I wojny światowej.

## Informacje ogólne
Jednostka została utworzona w z samolotów i pilotów wchodzących w skład FEA6 Grossenhain 30 czerwca 1917 roku. Organizację eskadry powierzono porucznikowi Eilersowi. Jednostka osiągnęła zdolność bojową 15 sierpnia 1917 roku. Eskadra została przydzielono do Armee Abteilung „A”, W połowie września została przeniesiona w obszar działania Armee Abteilung „C” i stacjonowała w Mars-la-Tour. 15 marca 1918 roku nastąpiła kolejna dyslokacja jednostki w obszar działania 17 Armii, a po miesiącu w obszar działania 4 Armii. W tym sektorze pozostała do końca wojny.
Eskadra walczyła przede wszystkim na samolotach Pfalz D.III, Albatros D.V i Fokker D.VII.
Jasta 40 w całym okresie wojny odniosła ponad 54 zwycięstwa nad samolotami nieprzyjaciela. W okresie od lipca 1917 do listopada 1918 roku jej straty wynosiły 5 zabitych w walce, 6 rannych oraz 1 zginął w wypadku lotniczym.
Łącznie przez jej personel przeszło 4 asów myśliwskich:
Carl „Charly” Degelow (26), Willi Rosenstein (6), Helmuth Dilthey (1), Hermann Gilly (7).

## Dowódcy Eskadry
| Stopień   | Nazwisko              | Okres                   |
| --------- | --------------------- | ----------------------- |
| Porucznik | Eilers                | 30.06.1917 – xx.04.1918 |
| Porucznik | Helmuth Dilthey       | xx.04.1918 – 09.07.1918 |
| Porucznik | Carl "Charly" Degelow | 10.07.1918 – 11.11.1918 |